# Zimnochy (przystanek kolejowy)
Zimnochy – przystanek osobowy w Zimnochach-Świechach na linii kolejowej nr 32, w województwie podlaskim, w powiecie białostockim, w Polsce.

## Ruch pasażerski
| Rok  | Wymiana pasażerska na dobę |
| ---- | -------------------------- |
| 2017 | 0-9                        |
| 2022 | 0-9                        |

W 2019 roku przebudowano przystanek. Wykonawcą robót był Torpol SA. Prace realizowano w ramach inwestycji Prace na linii kolejowej nr 32 na odcinku Białystok – Bielsk Podlaski (Lewki) finansowanego ze środków programu operacyjnego Polska Wschodnia.

## Galeria

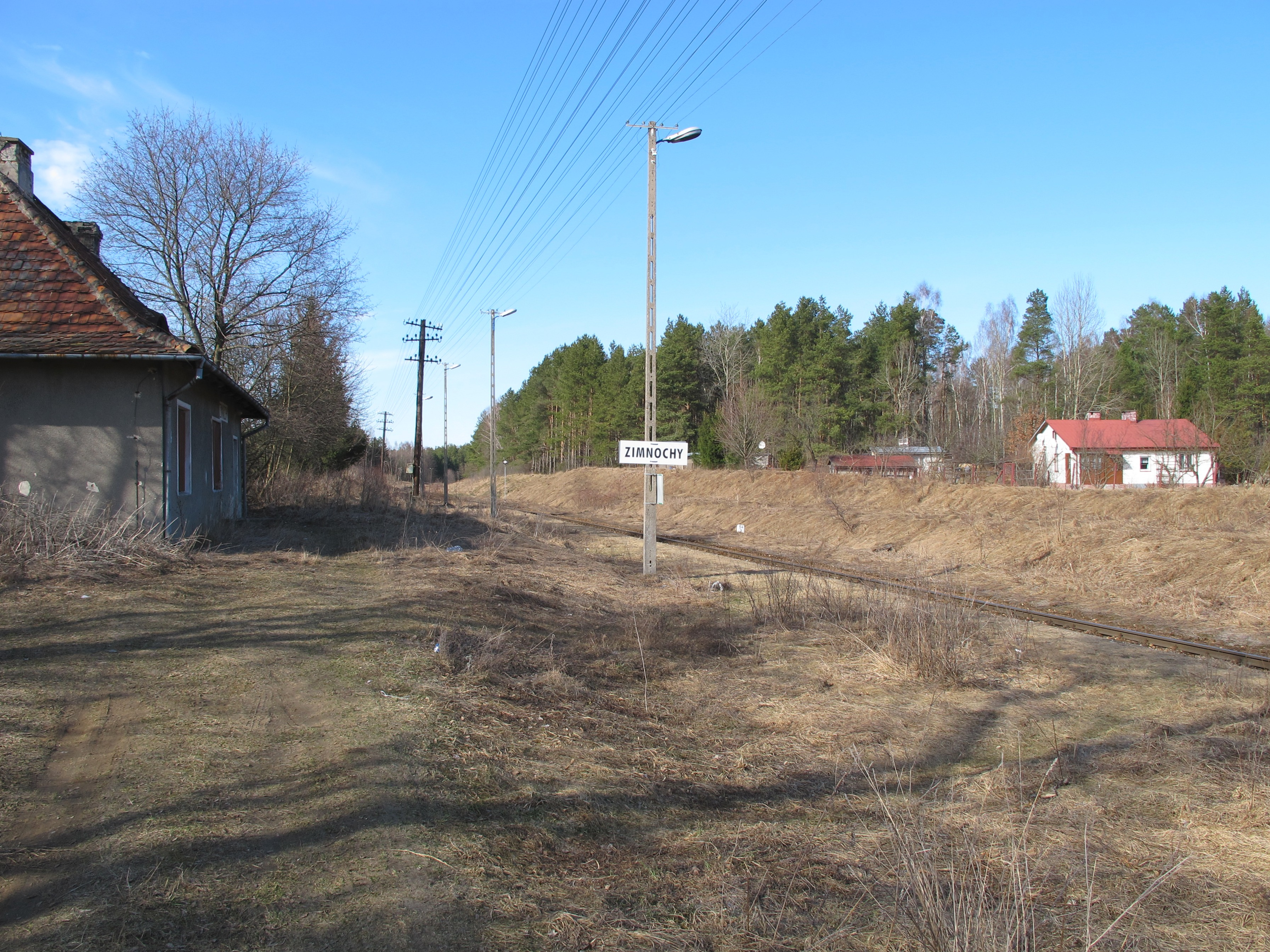
Widok ogólny na przystanek przed przebudową.
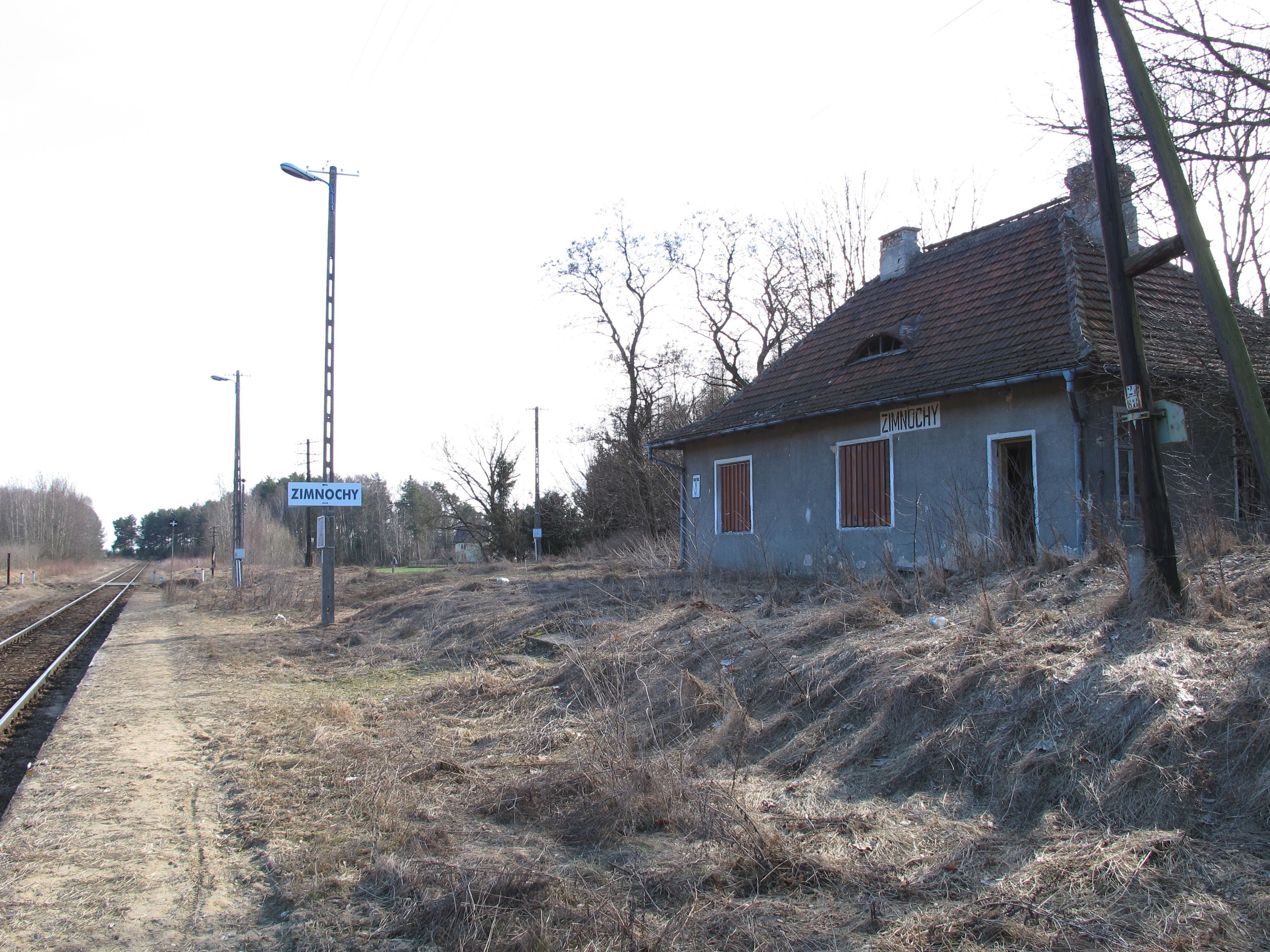
Widok ogólny na przystanek przed przebudową.
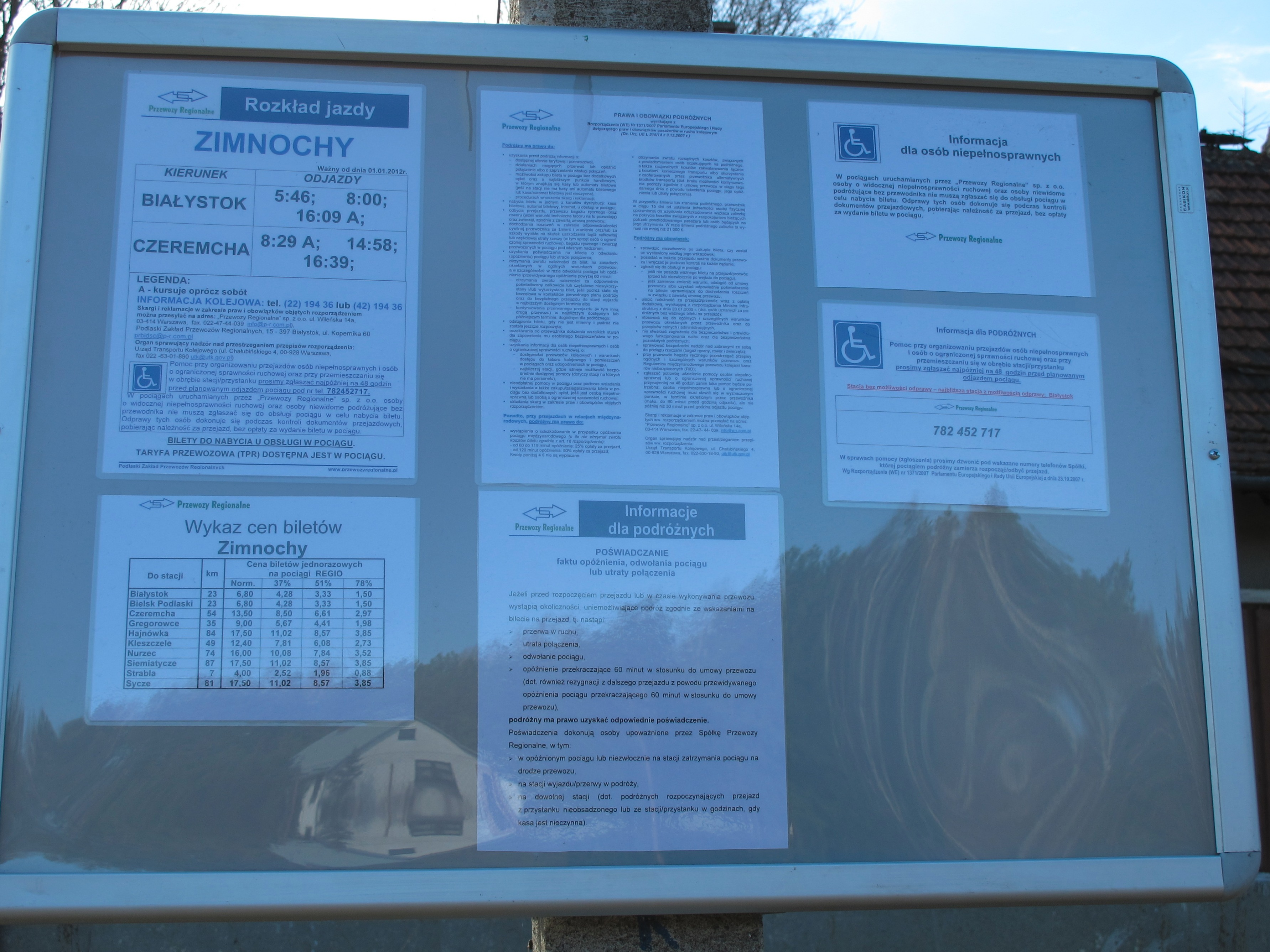
Informacja pasażerska
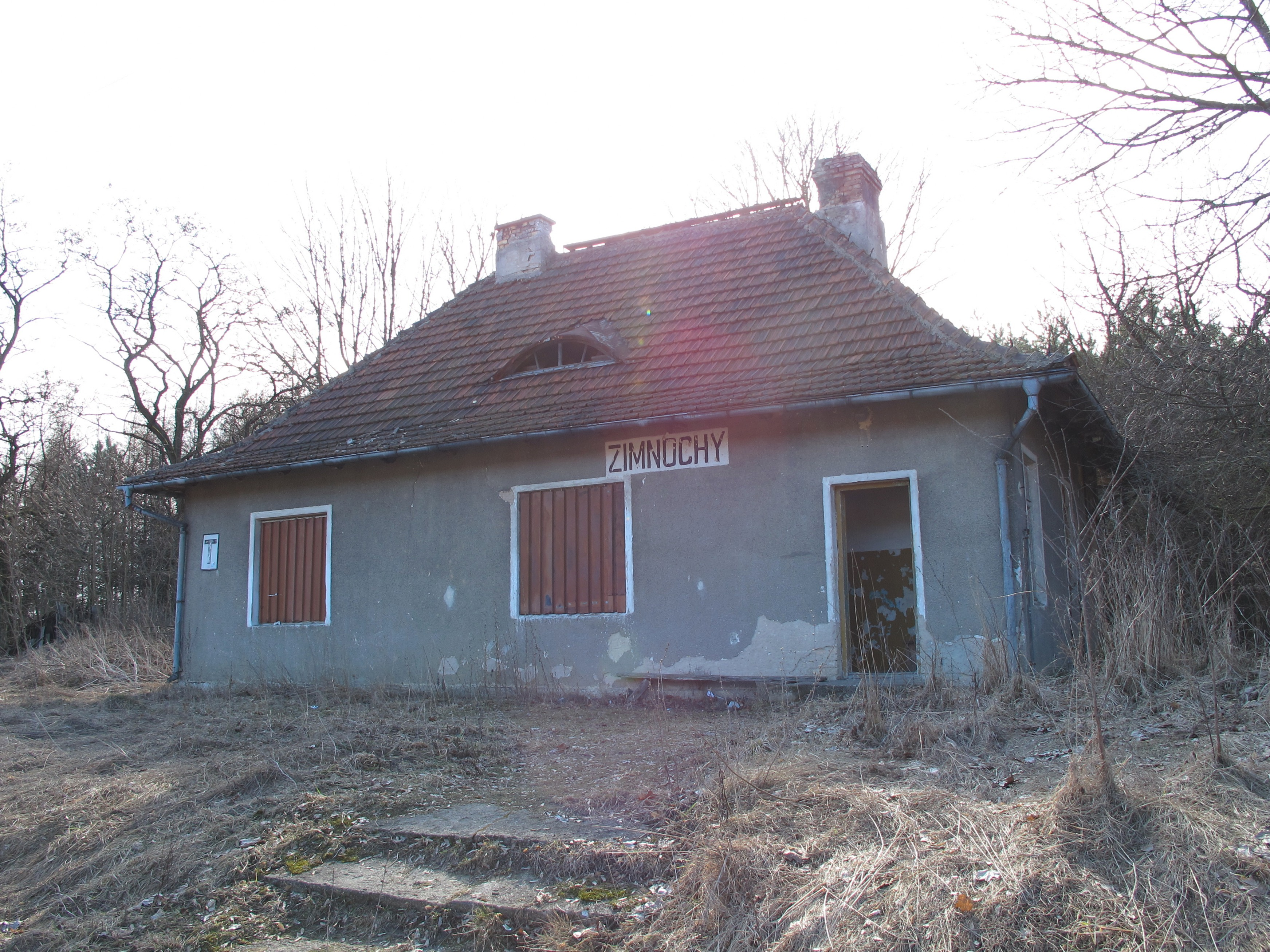
Dworzec